# Rab (sziget)
A Rab-sziget vagy egyszerűen csak Rab (horvátul Otok Rab vagy Rab, olaszul Isola Arbe vagy Arbe) sziget Horvátország tengerpartjának északi részén, a Kvarner-öböl déli részén, Tengermellék-Hegyvidék megyéhez tartozik.

## Földrajz

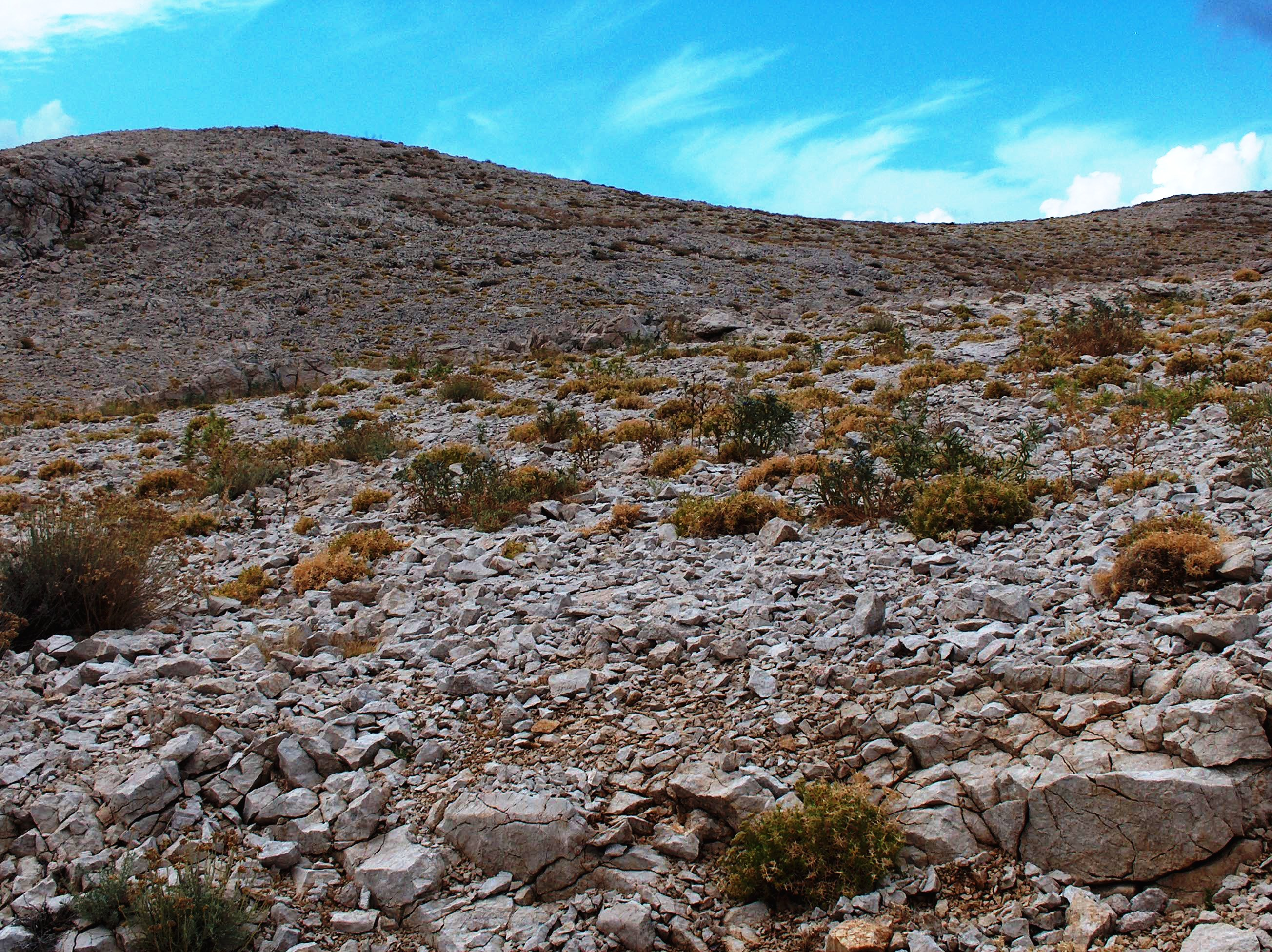
A Rab-sziget növényzete a kopár területeken

A sziget 22 km hosszú, legnagyobb szélessége 11 km, területe 93,6 km², lakosainak száma 9480 fő (2001). A szárazföldtől a Velebit-csatorna választja el. Legmagasabb pontja a Kamenjak (408 m). A sziget alapjában véve karszthegység, egyik részét mediterrán fenyőerdők takarják, másik része kopár kőrengeteg. A délnyugati Kalifront-félsziget majdnem teljes területe fenyvesekkel borított, ez a sziget legérintetlenebb területe. A mezőgazdaság a kisebb-nagyobb völgyekre (Lopari-síkság, Kampori-síkság, Supetari-völgy) összpontosul. Itt a gazdaságokban szőlőt, olajbogyót, zöldségeket és gyümölcsöket termelnek.
Rab klímája mediterrán, ezért a nyarak nagyon melegek (a napsütéses órák száma 2500 óra/év), a telek viszont enyhék. A szigeten végighúzódó Kamenjak vonulata megvédi a délnyugati területeket a szárazföld felől érkező bórától.

### Települések
A sziget két járásra (općina) van osztva, az egyik Rab (Grad Rab), a másik Lopar. Rabhoz tartozik az összes település Lopar kivételével, amely önálló.
A települések népességük sorrendjében:
| Ssz. | Név                    | Népesség (fő, 2001) |
| ---- | ---------------------- | ------------------- |
| 1.   | Banjol                 | 1971                |
| 2.   | Palit                  | 1593                |
| 3.   | Kampor                 | 1293                |
| 4.   | Barbat na Rabu         | 1205                |
| 5.   | Lopar                  | 1191                |
| 6.   | Supetarska Draga       | 1164                |
| 7.   | Rab, a sziget fővárosa | 554                 |
| 8.   | Mundanije              | 509                 |

## Történelem
A sziget története i. e. 360-ra nyúlik vissza, amikor illírek éltek a területen. Ez után i. sz. VI. századig a Római Birodalom része volt, Augustus szerezte meg i. e. 10-ben. Ez volt az első római város Dalmáciában, amely megkapta a felix (boldog) előnevet. San Marino megalapítója, Marinus Rabon született.
A középkorban Rab a Bizánci Birodalom része volt, azután rövid ideig a Horvát Királysághoz tartozott, majd 1358-ban az Anjou Nagy Lajos uralma alá került. A reneszánsz idején a Velencei Köztársasághoz tartozott, később a Habsburg Birodalomhoz csatolták. Az Osztrák–Magyar Monarchia széthullása után az Olasz Királysághoz került, végül Jugoszlávia része lett.
A második világháború alatt a fasiszta Olaszország koncentrációs tábort alapított a szigeten, ahol több mint ezer embert öltek meg 1942–43-ban. A tábor helyén 1953-ban emelt emlékhely Kampor faluban található.

### Nevének eredete
A sziget eredeti neve Arba volt (jelentése „sötét, erdővel borított”), melyet az itt élő liburniai törzsek adták a szigetnek. Ezt vették át később a görögök és a rómaiak is, térképeiken is ezt használták. Később, a középkorig készült latin nyelvű dalmát szövegekben a következő alakok fordultak elő: Arbe, Arbia, Arbiana, Arbitana vagy leggyakrabban Arbum.
A XV. században a velenceiek az Arbe alakot használták, amely ma is a sziget olasz neve.
A ma használatos Rab nevet a szigeten először a VII. században letelepült szlávok használták, de első hivatalos említése ebben a formában csak a XV. században került papírra, a ferences Sv. Eufemija-kolostor alapításakor.

## Közlekedés
A sziget csak hajóval és komppal közelíthető meg. Rendszeres kompjárat közlekedik Stinica és a sziget déli csücske között (Mišnjak), valamint az északi Lopar és a Krk-szigeti Baška között.

## Látnivalók

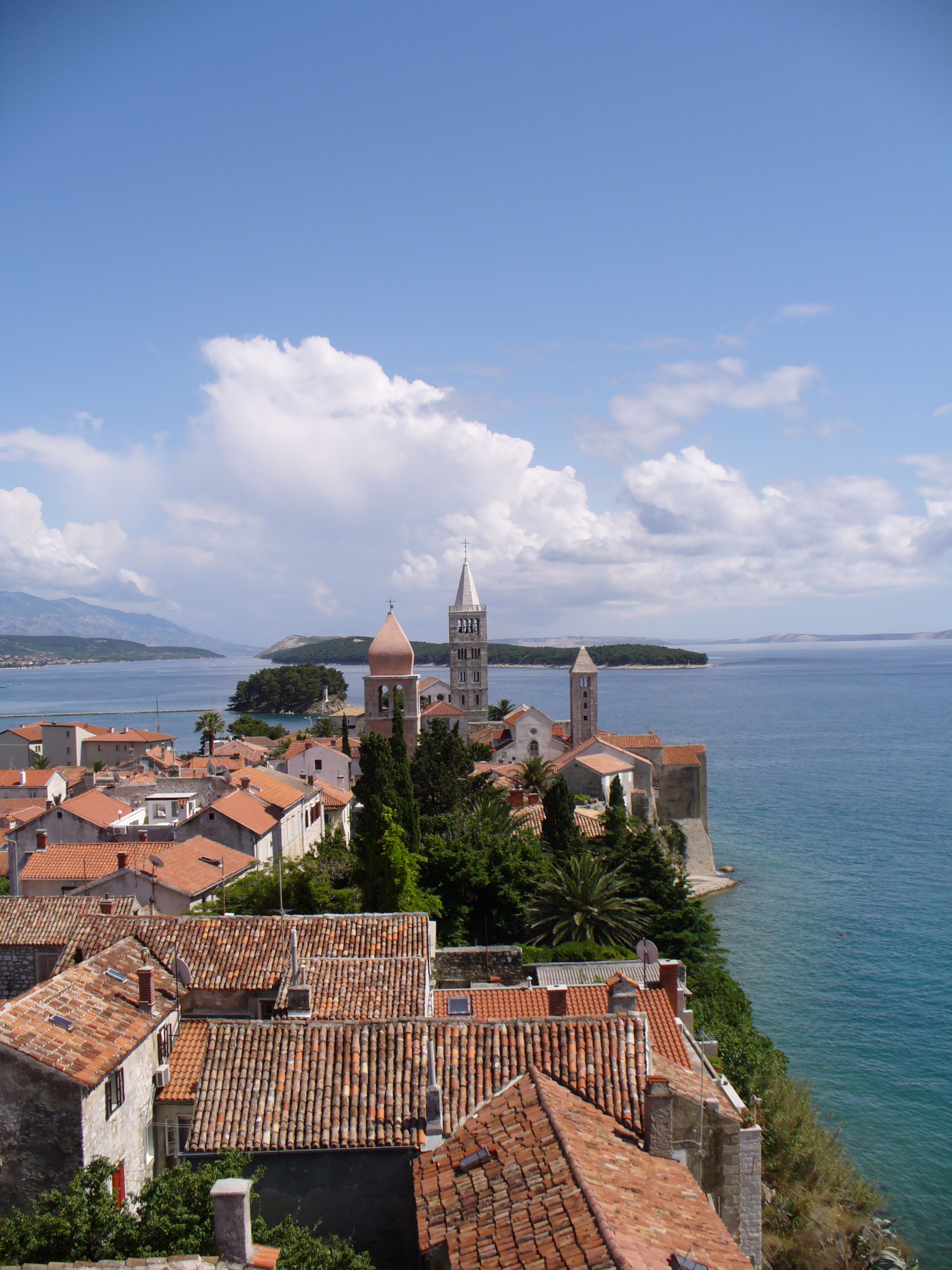
Rab városa

A sziget napjainkban a turizmusból él, mivel számos gyönyörű, majdnem érintetlen tengerparti stranddal rendelkezik, de itt, Lopar településen található az ország legnagyobb homokos strandja is (Rajska Plaža – „Paradicsom-part”). Ezen kívül Európa-szerte ismert a középkori fesztiváljáról (Rapska fjera), ahol a helyi íjászok mérik össze tudásukat (az itt használt speciális, helyi számszeríjakat arbalestnek hívják).
A sziget fővárosát szintén Rabnak hívják. 554 állandó lakosa van (2001) és egy kis félszigeten található a sziget délnyugati oldalán. 
Mind a város, mind a sziget jelképe a négy harangtorony, amelyek közül a legidősebb a 11. században épült.
Számos templom található a városban, a legnagyobb közülük a Szűz Mária, mely a 13. századra datálható. A Szent Jusztina-templom ma vallási művészeti múzeum, a Szent Kristóf (a város védőszentjének szentelve) pedig lapidárium.
A legnagyobb katasztrófa, amely a szigetet érte az 1456-os pestisjárvány volt, mely megtizedelte a lakosságot.
A Rab főszigetéhez közigazgatásilag tartozó kisebb nagyobb szigetek mind lakatlanok, de turisztikai célból látogathatóak. Ezek közül a legismertebb a Goli otok és a Sveti Grgur.

## Külső hivatkozások
- Rab hivatalos oldala
- Rab sziget.lap.hu – Linkgyűjtemény
- Rab-Croatia.com
- Kristofor utazási ügynökség
- EHOtourism
- Rab sziget Archiválva 2021. február 11-i dátummal a Wayback Machine-ben
- További információ, fotó, térkép, tipp a Rab szigetről
- The Association of the Crossbowmen
- rab360 virtual tours